# Jeff Lipkes
Jeff Lipkes (1950) is een Amerikaans historicus, publicist en vertaler. In 1995 promoveerde hij aan Princeton University met een verhandeling over het economisch denken van de Britse filosoof John Stuart Mill.

## Rehearsals
Bij het uitbreken van de Eerste Wereldoorlog viel het Duitse leger in augustus 1914 het neutrale België binnen. Deze opmars ging gepaard met meerdere vergeldingsmaatregelen tegen de burgerbevolking: zo'n 6.000 mensen werden omgebracht en zo'n 25.000 huizen werden in de as gelegd. Volgens de Duitse overheid betrof het noodzakelijke strafmaatregelen aangezien er in België zogenaamde "franc-tireurs" (vrijschutters) systematisch op de Duitse troepen schoten. De Duitsers handelden dus uit zelfverdediging.
Deze interpretatie van de feiten werd verdedigd door de Duitse overheid en de Duitse media, en werd na de oorlog overgenomen door Nederlandse en (sommige) Engelstalige auteurs. Lipkes toont echter op overtuigende wijze aan dat de executies, plunderingen en brandstichtingen deel uitmaakten van een doelbewuste campagne tegen burgers, opgezet door de militaire overheid. Men hoopte immers dat door deze 'Schrecklichkeit' de moraal van het Belgische leger snel zou breken, zodat de Duitse eenheden vlugger zouden kunnen doorstoten richting Parijs.
Vanwege de systematiek en de planning op voorhand, noemt Lipkes de Duitse daden "Rehearsals" (Oefeningen) voor de nazi-misdaden tijdens de volgende wereldoorlog. Ze vormen als het ware een voorafspiegeling voor de Holocaust en het Hungerplan.